# Primerburg
Primerburg ist ein Ortsteil der Stadt Güstrow im Landkreis Rostock (Mecklenburg-Vorpommern).

## Geografie
Primerburg liegt im Osten von Güstrow. Südlich des Ortes liegen die Heidberge. Der Ortsteil besteht größtenteils aus Waldgebiet, darunter dem Primerwald. Die höchste Erhebung ist mit 55 m ü. NHN der südöstlich von Primerburg gelegene Rehberg, der niedrigste Punkt mit 9 m Höhe liegt in der Niederung des Augrabens, der in Primerburg an der Pferdewiese in die Nebel mündet.
Im Bahnhof Priemerburg (im Unterschied zum Ort mit „ie“ geschrieben) trennen sich die von Güstrow bis Priemerburg parallel verlaufenden Bahnstrecken Bützow–Neubrandenburg und Güstrow–Meyenburg, außerdem beginnt dort die Bahnstrecke Priemerburg–Plaaz.

## Geschichte

### Luftangriff 1945
Während des Zweiten Weltkriegs (1939–1945) lag in Primerburg auf der Südseite des Bahnhofs Priemerburg das Heereszeugamt V, das am 7. April 1945 um 13.40  Uhr durch einen Luftangriff der Amerikaner völlig zerstört wurde. Dies war der einzige Luftangriff auf die Stadt Güstrow während des Zweiten Weltkriegs. Auf dem ehemaligen Gelände des Heereszeugamtes V wurde später in den Nachkriegsjahren (während der DDR-Zeit) eine Zuckerfabrik (später bis zum Abriss Nordzucker) errichtet.

### Heeresmunitionsanstalt Primerwald
Im Zweiten Weltkrieg und danach, in den Jahren 1945 bis 1947, gab es an der Bahnstrecke nach Plaaz–Laage–Rostock südlich der ehemaligen Bockhorst (Name des Fliegerhorstes der Luftwaffe in Güstrow) eine Weiche. Diese Weiche, die im normalen Betriebsfall Richtung Plaaz–Laage–Rostock gestellt war, bildete alternativ einen Abzweig zur einige Kilometer weiter gelegenen Heeresmunitionsanstalt Primerwald. 1946/47 wurde die beschriebene Weiche für nach Primerwald bestimmte Güter- und Personenzüge jeweils vom Zugpersonal per Hand umgestellt und nach Durchfahrt des Zuges wieder zurückgestellt. Die Munitionsanstalt (kurz: Muna) Primerwald, im Wald östlich der Bahnstrecke Bützow–Neubrandenburg gelegen, breitete sich über etliche Quadratkilometer aus und war in den Jahren 1946–1947 Schauplatz von Sprengungen ehemaliger Munitionsbestände unter Aufsicht der Roten Armee. Die vormalige Heeresmunitionsanstalt wurde bis 1990 von der Nationalen Volksarmee wie auch von Sowjetischen Streitkräften militärisch nachgenutzt. Hier befanden sich verschiedene Panzereinheiten, Verbandsstäbe und diverse Depots, beispielsweise für Flugabwehrraketen.